# U-229
| U-229                      | U-229                                                          | U-229                                                          |
| -------------------------- | -------------------------------------------------------------- | -------------------------------------------------------------- |
|                            |                                                                |                                                                |
|                            |                                                                |                                                                |
|                            |                                                                |                                                                |
| Під прапором               | Третій рейх                                                    | Третій рейх                                                    |
| Спуск на воду              | 20 серпня 1942 року                                            | 20 серпня 1942 року                                            |
| Виведений зі складу флоту  | 22 вересня 1943 року                                           | 22 вересня 1943 року                                           |
| Сучасний статус            | затоплений                                                     | затоплений                                                     |
| Проєкт                     |                                                                |                                                                |
| Тип ПЧ                     | Торпедний ДПЧ                                                  | Торпедний ДПЧ                                                  |
| Основні характеристики     |                                                                |                                                                |
| Швидкість (надводна)       | 17,7 вузла                                                     | 17,7 вузла                                                     |
| Швидкість (підводна)       | 7,6 вузла                                                      | 7,6 вузла                                                      |
| Робоча глибина занурення   | 100 м                                                          | 100 м                                                          |
| Гранична глибина занурення | 220 м                                                          | 220 м                                                          |
| Екіпаж                     | 44 особи                                                       | 44 особи                                                       |
| Розміри                    |                                                                |                                                                |
| Довжина найбільша (по КВЛ) | 67,1 м                                                         | 67,1 м                                                         |
| Ширина корпусу найб.       | 6,2 м                                                          | 6,2 м                                                          |
| Висота                     | 9,6 м                                                          | 9,6 м                                                          |
| Середня осадка (по КВЛ)    | 4,70 м                                                         | 4,70 м                                                         |
| Водотоннажність надводна   | 769 т                                                          | 769 т                                                          |
| Озброєння                  |                                                                |                                                                |
| Артилерія                  | одна палубна гармата калібру 88-мм, одна 20-мм зенітна гармата | одна палубна гармата калібру 88-мм, одна 20-мм зенітна гармата |
| Торпедно- мінне озброєння  | 4 носових і один кормовий ТА. 14 торпед або 26 мін             | 4 носових і один кормовий ТА. 14 торпед або 26 мін             |

U-229 — німецький підводний човен типу VIIC, часів  Другої світової війни.
Замовлення на будівництво човна було віддане 7 грудня 1940 року. Човен заклали на верфі суднобудівної компанії «F. Krupp Germaniawerft AG» у місті Кіль 3 листопада 1941 року під заводським номером 659, спущений на воду 20 серпня 1942 року, 3 жовтня 1942 року увійшов до складу 5-ї флотилії. Також за час служби входив до складу 6-ї флотилії. Єдиним командиром човна був оберлейтенант-цур-зее Роберт Шетеліг.
Човен зробив 3 бойові походи, в яких потопив 2 та пошкодив 1 судно.
Потоплений 22 вересня 1943 у Північній Атлантиці південно-східніше мису Фарвель (54°36′ пн. ш. 36°25′ зх. д. / 54.600° пн. ш. 36.417° зх. д.) глибинними бомбами, артилерією та тараном британського есмінця HMS Keppel. Всі 50 членів екіпажу загинули.

## Потоплені та пошкоджені кораблі[3]
| Назва         | Тип            | Належність      | Дата            | Тоннаж (БРТ) | Вантаж                                                                                        | Статус     | Місце                                                       |
| Nailsea Court | вантажне судно | Велика Британія | 10 березня 1943 | 4 946        | 7 661 т генеральних вантажів, включно з 650 т мідних злитків, 800 т нікелевої руди та азбесту | потоплено  | 58°45′ пн. ш. 21°57′ зх. д. / 58.750° пн. ш. 21.950° зх. д. |
| Coulmore      | вантажне судно | Велика Британія | 10 березня 1943 | 3 670        | Генеральні вантажі                                                                            | пошкоджено | 58°48′ пн. ш. 22°00′ зх. д. / 58.800° пн. ш. 22.000° зх. д. |
| Vaalaren      | вантажне судно | Швеція          | 5 квітня 1943   | 3 406        | 4 915 т генеральних вантажів                                                                  | потоплено  | 58°00′ пн. ш. 34°00′ зх. д. / 58.000° пн. ш. 34.000° зх. д. |